# Manufacture des tabacs de Metz
L’ancienne manufacture des tabacs est située rue Belle-Isle dans le quartier des Îles à Metz.

## Contexte historique
Sous le Second Empire, Metz se transforme peu à peu, grâce à l’impulsion de son maire Philippe Félix Maréchal. Metz est encore une ville bastionnée, enclose dans ses remparts. La nouvelle manufacture des tabacs est donc construite intra-muros, sur les terrains militaires du front Saint-Vincent, en face du Lycée impérial non loin de la Moselle.

## Construction et aménagement
Le projet de manufacture s’inscrit dans un programme de rénovation urbaine, présenté comme « nouvelles sources de travail et de bien-être des populations nécessiteuses ». La manufacture aux proportions impressionnantes est construite par Eugène Rolland (ingénieur), sur les terrains militaires du front Saint-Vincent. Située entre l’église Saint-Vincent, et des casemates souterraines servant de poudrière, la manufacture est, déjà à cette époque, au cœur d’un tissu urbain dense. La manufacture commence son activité en 1868. Les bâtiments forment un ensemble rectangulaire, où s’intercalent des locaux techniques nécessaires à la production.

## Affectations successives
La manufacture servit d’hôpital militaire en 1870. Pendant l’Annexion allemande, la manufacture héberge un bureau des douanes. En 1919, l’État français rouvre la manufacture, qui reprend ses activités en France. En 1937, la Société d'exploitation industrielle des tabacs et des allumettes, plus connue sous son acronyme SEITA, s'appuie sur la manufacture des tabacs de Metz, pour asseoir son monopole sur la production cigarettière en France. Elle compte alors 22 établissements manufacturiers en France métropolitaine. La manufacture de Metz servit de nouveau d’hôpital militaire au cours de la bataille de Metz, lorsque les bombardements américains obligèrent les Messins à se terrer dans les sous-sols de la ville. Construites en 1862, ces casemates appareillées étaient prévues pour recevoir 120 tonnes de poudre et constituaient par conséquent d'excellents abris antiaériens. Elles furent naturellement intégrées à la manufacture des tabacs. Le 22 novembre 1944, les casemates de la manufacture virent l’arrestation du général Kittel, fraîchement opéré par un médecin français, le jour de la reddition des troupes allemandes à Metz. Endommagée au cours des combats, la manufacture retrouve son affectation première dès 1955. À partir de 1966, la manufacture fabrique aussi des allumettes et des filtres à cigarettes. Désaffectée en juin 2010, la manufacture fait aujourd’hui l’objet d’un projet immobilier locatif piloté par la ville de Metz. Le projet nommé « La Manufacture - Les Rives » de Bouygues Immobilier prévoit de construire d’ici 2015 trois nouvelles résidences — soit 100 logements du studio au cinq pièces — une place publique et la mise en relation avec les berges de la Moselle. L’ancienne casemate, à l’origine utilisée comme laboratoire de guerre, sera conservée et mise en valeur.